# Dagbog fra den spanske borgerkrig
Dagbog fra den spanske borgerkrig er en dokumentarfilm fra 1986 instrueret af Bjørn Erichsen efter eget manuskript.

## Handling
560 unge danskere meldte sig som frivillige i kampen mod Franco og fascisterne, da den spanske borgerkrig brød ud for 50 år siden. Mange faldt på spansk jord, og mange af de overlevende blev straffet, da de kom hjem. Senere resulterede en udlevering af et arkiv til tyskerne i, at mange endte i tysk kz-lejr. I filmen følger man tre gamle frivillige tilbage til de steder, hvor de kæmpede, blev sårede og mistede deres kammerater.